# روي كلارك (كاتب)
روي كلارك (بالإنجليزية: Roy Clarke)‏ هو كاتب سيناريو وكاتب بريطاني، ولد في 28 يناير 1930 في Austerfield ‏ في المملكة المتحدة.

## وصلات خارجية
- روي كلارك على موقع IMDb (الإنجليزية)
- روي كلارك على موقع قاعدة بيانات الفيلم (الإنجليزية)